# Superliga Brasileira de Voleibol Feminino - Série A
A Superliga Brasileira de Voleibol Feminino - Série A é o "nome-fantasia" da principal divisão do Campeonato Brasileiro de Voleibol. A denominação "Série A" passou a ser utilizada a partir da temporada 2013/2014, na qual foi criada a Série B. Todos os campeões anteriores da Superliga são reconhecidos como campeões brasileiros de voleibol, assim como todos os campeões da Série A desta temporada em diante.
O torneio é organizado anualmente pela Confederação Brasileira de Voleibol (CBV) e dá acesso ao seu campeão ao Campeonato Sul-Americano de Clubes. Os dois últimos colocados são rebaixados à Série B na temporada seguinte.
Os direitos de transmissão da Superliga no Brasil pertencem a Rede Globo em parceria com a TV Cultura em TV aberta e ao SporTV em TV fechada.

## Edição atual
Doze equipes participam da Superliga Feminina de 2024/25. São elas :
| Equipe                     | Cidade         | Pos. temporada 2023/24 | Ginásio                    | Capacidade | Títulos | Sesi/Bauru Brasília Vôlei Minas Mackenzie Pinheiros Barueri Maringá Praia Clube Osasco ABEL Flamengo FluminenseLocalização das equipes participantes da Superliga A de 2024–25 |
| -------------------------- | -------------- | ---------------------- | -------------------------- | ---------- | ------- | --- |
| ABEL Moda Vôlei            | Brusque        | 2º (B)                 | Arena Multiuso             | 4 250      | 0       | Sesi/Bauru Brasília Vôlei Minas Mackenzie Pinheiros Barueri Maringá Praia Clube Osasco ABEL Flamengo FluminenseLocalização das equipes participantes da Superliga A de 2024–25 |
| Barueri Vôlei              | Barueri        | 8º (A)                 | Poliesportivo José Corrêa  | 5 000      | 0       | Sesi/Bauru Brasília Vôlei Minas Mackenzie Pinheiros Barueri Maringá Praia Clube Osasco ABEL Flamengo FluminenseLocalização das equipes participantes da Superliga A de 2024–25 |
| Batavo Mackenzie           | Belo Horizonte | 1º (B)                 | Ginásio do Mackenzie       | 900        | 0       | Sesi/Bauru Brasília Vôlei Minas Mackenzie Pinheiros Barueri Maringá Praia Clube Osasco ABEL Flamengo FluminenseLocalização das equipes participantes da Superliga A de 2024–25 |
| Brasília Vôlei             | Brasília       | 10º (A)                | Sesi Taguatinga            | 1 280      | 0       | Sesi/Bauru Brasília Vôlei Minas Mackenzie Pinheiros Barueri Maringá Praia Clube Osasco ABEL Flamengo FluminenseLocalização das equipes participantes da Superliga A de 2024–25 |
| Dentil Praia Clube         | Uberlândia     | 2º (A)                 | Arena Praia                | 3 000      | 2       | Sesi/Bauru Brasília Vôlei Minas Mackenzie Pinheiros Barueri Maringá Praia Clube Osasco ABEL Flamengo FluminenseLocalização das equipes participantes da Superliga A de 2024–25 |
| Fluminense                 | Rio de Janeiro | 6º (A)                 | Ginásio da Hebraica        | 1 000      | 2       | Sesi/Bauru Brasília Vôlei Minas Mackenzie Pinheiros Barueri Maringá Praia Clube Osasco ABEL Flamengo FluminenseLocalização das equipes participantes da Superliga A de 2024–25 |
| Gerdau Minas               | Belo Horizonte | 1º (A)                 | Arena UniBH                | 3 650      | 6       | Sesi/Bauru Brasília Vôlei Minas Mackenzie Pinheiros Barueri Maringá Praia Clube Osasco ABEL Flamengo FluminenseLocalização das equipes participantes da Superliga A de 2024–25 |
| Osasco São Cristóvão Saúde | Osasco         | 4º (A)                 | José Liberatti             | 4 500      | 5       | Sesi/Bauru Brasília Vôlei Minas Mackenzie Pinheiros Barueri Maringá Praia Clube Osasco ABEL Flamengo FluminenseLocalização das equipes participantes da Superliga A de 2024–25 |
| Pinheiros                  | São Paulo      | 7º (A)                 | Henrique Villaboim         | 850        | 0       | Sesi/Bauru Brasília Vôlei Minas Mackenzie Pinheiros Barueri Maringá Praia Clube Osasco ABEL Flamengo FluminenseLocalização das equipes participantes da Superliga A de 2024–25 |
| Sesc RJ/Flamengo           | Rio de Janeiro | 3º (A)                 | Ginásio Álvaro Vieira Lima | 2 000      | 12      | Sesi/Bauru Brasília Vôlei Minas Mackenzie Pinheiros Barueri Maringá Praia Clube Osasco ABEL Flamengo FluminenseLocalização das equipes participantes da Superliga A de 2024–25 |
| Sesi/Vôlei Bauru           | Bauru          | 5º (A)                 | Ginásio Paulo Skaf         | 5 000      | 0       | Sesi/Bauru Brasília Vôlei Minas Mackenzie Pinheiros Barueri Maringá Praia Clube Osasco ABEL Flamengo FluminenseLocalização das equipes participantes da Superliga A de 2024–25 |
| Unilife Maringá            | Maringá        | 9º (A)                 | Ginásio Chico Neto         | 4 800      | 0       | Sesi/Bauru Brasília Vôlei Minas Mackenzie Pinheiros Barueri Maringá Praia Clube Osasco ABEL Flamengo FluminenseLocalização das equipes participantes da Superliga A de 2024–25 |

## Resultados

### Títulos por clube
| Equipe                  | Campeão | Vice-campeão | Terceiro lugar |
| ----------------------- | ------- | ------------ | -------------- |
| Rio de Janeiro VC       | 12      | 5            | 4              |
| Osasco VC               | 6       | 12           | 6              |
| Minas TC                | 6       | 4            | 6              |
| AA Supergasbrás         | 3       | 3            | 0              |
| Leites Jundiaí/Sorocaba | 3       | 1            | 1              |
| CR Flamengo             | 3       | 0            | 1              |
| Sadia EC                | 3       | 0            | 0              |
| Praia Clube             | 2       | 5            | 2              |
| Fluminense FC           | 2       | 2            | 0              |
| São Caetano Voleibol    | 1       | 3            | 2              |
| CA Paulistano           | 1       | 1            | 0              |
| ADC Bradesco Atlântica  | 1       | 1            | 0              |
| Lufkin EC               | 1       | 1            | 0              |
| SER Ribeirão Preto      | 1       | 0            | 0              |
| AAA Uniban              | 1       | 0            | 0              |
| Mackenzie EC            | 0       | 1            | 1              |
| Sesi-SP                 | 0       | 1            | 2              |
| Vôlei Bauru             | 0       | 1            | 1              |
| CRB                     | 0       | 1            | 0              |
| CR Vasco da Gama        | 0       | 1            | 0              |
| ADC Pirelli             | 0       | 1            | 0              |
| Vôlei Futuro            | 0       | 0            | 2              |
| EC Pinheiros            | 0       | 0            | 2              |
| Tietê VC                | 0       | 0            | 1              |
| ACF Campos              | 0       | 0            | 1              |
| CD Macaé Sports         | 0       | 0            | 1              |
| Campinas VC             | 0       | 0            | 1              |

- (1) O Rio de Janeiro anteriormente jogou como Paraná.
- (5) Desde a temporada 2018-19, Vôlei Bauru e SESI-SP possuem uma parceria, disputando os campeonatos em conjunto.

### Títulos por Estado
| Estado         | Campeão | Vice-campeão | Terceiro lugar |
| -------------- | ------- | ------------ | -------------- |
| Rio de Janeiro | 20      | 12           | 3              |
| São Paulo      | 16      | 20           | 16             |
| Minas Gerais   | 8       | 12           | 8              |
| Paraná         | 2       | 1            | 3              |
| Alagoas        | 0       | 1            | 0              |

## MVPspor edição
| - 1976 – Não houve atleta premiada - 1978 – Não houve atleta premiada - 1980 – Não houve atleta premiada - 1981 – BRA Heloísa Roese - 1982 – Não houve atleta premiada - 1983 – Não houve atleta premiada - 1984 – Não houve atleta premiada - 1985 – BRA Ivonete das Neves - 1986 – Não houve atleta premiada - 1987 – Não houve atleta premiada - 1988-89 – Não houve atleta premiada - 1989-90 – Não houve atleta premiada - 1990-91 – Não houve atleta premiada - 1991-92 – Não houve atleta premiada - 1992-93 – Não houve atleta premiada - 1993-94 – BRA Edna Veiga - 1994-95 – BRA Fernanda Venturini - 1995-96 – BRA Fernanda Venturini | - 1996-97 – BRA Fernanda Venturini - 1997-98 – BRA Fernanda Venturini - 1998-99 – BRA Virna Dias - 1999-00 – BRA Fernanda Venturini - 2000-01 – BRA Virna Dias - 2001-02 – BRA Hélia Souza "Fofão" - 2002-03 – BRA Ana Beatriz Chagas - 2003-04 – BRA Fernanda Venturini - 2004-05 – Não houve atleta premiada - 2005-06 – Não houve atleta premiada - 2006-07 – Não houve atleta premiada - 2007-08 – Não houve atleta premiada - 2008-09 – Não houve atleta premiada - 2009-10 – BRA Jaqueline Carvalho - 2010-11 – BRA Sheilla Castro - 2011-12 – BRA Fabíola Souza - 2012-13 – BRA Hélia Souza "Fofão" - 2013-14 – BRA Hélia Souza "Fofão" | - 2014-15 – BRA Hélia Souza "Fofão" - 2015-16 – BRA Natália Pereira - 2016-17 – BRA Cláudia Bueno - 2017-18 – BRA Tandara Caixeta - 2018-19 – BRA Macris Carneiro - 2019-20 – Temporada interrompida devido à pandemia de COVID-19. - 2020-21 – BRA Thaísa Menezes - 2021-22 – BRA Macris Carneiro - 2022-23 – BRA Kisy - 2023-24 – BRA Kisy - 2024-25 – BRA Natália Pereira |